# Fluorenylmethyloxykarbonyl

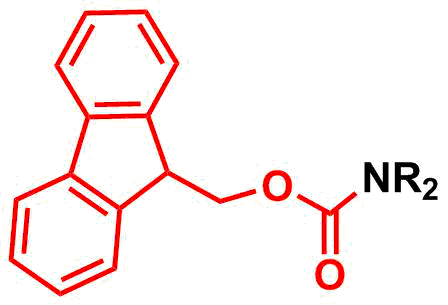

Fluorenylmethyloxykarbonyl (zkráceně Fmoc) je organická funkční skupina, používaná jako chránicí skupina v organické syntéze.

## Použití
Karbamát Fmoc je častou chránicí skupinou u aminů, na který se tato skupina nejčastěji připojuje reakcí aminu s fluorenylmethyloxykarbonylchloridem (Fmoc-Cl):
Dalším možným způsobem je reakce s 9-fluorenylmethylsukcinimidylkarbonátem (Fmoc-OSu), který je možné připravit z (Fmoc-Cl) reakcí s dicyklohexylamonnou solí N-hydroxysukcinimidu.
Odstraňuje se pomocí zásady, nejběžnější je zde roztok piperidinu.
Ochrana aminů pomocí Fnoc má velký význam při syntéze peptidů v pevné fázi, protože její odstranění piperidinem neovlivňuje vazbu peptidu na pryskyřici, která v kyselém prostředí zaniká.
Fluorenylová skupina vykazuje fluorescenci, díky čemuž může reagovat s některými sloučeninami necitlivými na ultrafialové záření, přičemž vznikají deriváty použitelné v HPLC na nepolárních adsorbentech (RP-HPLC). Možnosti analytického využití Fmoc-Cl mimo chromatogrfii jsou omezeny nutností před analýzou fluorescence odstranit přebytek Fmoc-Cl.

### Způsoby navázání
- Fmoc-Cl nebo 9-fluorenylmethyloxykarbonylazid (získaný reakcí Fmoc-Cl s azidem sodným), hydrogenuhličitan sodný a vodný roztok 1,4-dioxanu[4]

### Způsoby odstranění
- 20% roztok piperidinu v dimethylformamidu (poločas reakce je asi 6 sekund).[5]